# Ampelozizyphus guaquirensis
Ampelozizyphus guaquirensis är en brakvedsväxtart som beskrevs av W.Meier och P.E.Berry. Ampelozizyphus guaquirensis ingår i släktet Ampelozizyphus och familjen brakvedsväxter. Inga underarter finns listade i Catalogue of Life.